# Hryhoriwka (hromada Bachmacz)
Hryhoriwka (ukr. Григорівка) – wieś na Ukrainie, w obwodzie czernihowskim, w rejonie nieżyńskim, w hromadzie Bachmacz. W 2001 liczyła 1227 mieszkańców, spośród których 1210 wskazało jako ojczysty język ukraiński, 15 rosyjski, 1 mołdawski, a 1 białoruski.